# Una mujer golpea a un neonazi con su bolso
Una mujer golpea a un neonazi con su bolso (en sueco: Kvinnan med handväskan o Tanten med väskan, lit. «La mujer del bolso»; en inglés: A Woman Hitting a Neo-Nazi With Her Handbag) es una fotografía realizada por Hans Runesson en la ciudad sueca de Växjö el 13 de abril de 1985. Muestra a Danuta Danielsson golpeando a un neonazi con un bolso durante una manifestación de partidarios del Partido del Reich Nórdico. Fue publicada al día siguiente en el Dagens Nyheter y un día después en algunos periódicos británicos.
La fotografía de Runesson fue nombrada la Fotografía Sueca del Año (Årets bild) en 1985 y posteriormente la Fotografía del Siglo por la revista Vi y la Sociedad Fotográfica Histórica de Suecia.

## Los protagonistas
La mujer de la fotografía es Danuta Danielsson (1947–1988), de origen polaco. Su madre había sido internada en un campo de concentración alemán durante la Segunda Guerra Mundial. El clamor suscitado por la fotografía, sumado al ansia y a la depresión que sufría Danielsson, provocó que se aislase en su casa y acabase suicidándose en 1988.
El neonazi golpeado es Seppo Seluska, militante del Partido del Reich Nórdico. Ese mismo año, fue condenado por torturar y asesinar a un judío homosexual.

## Homenajes

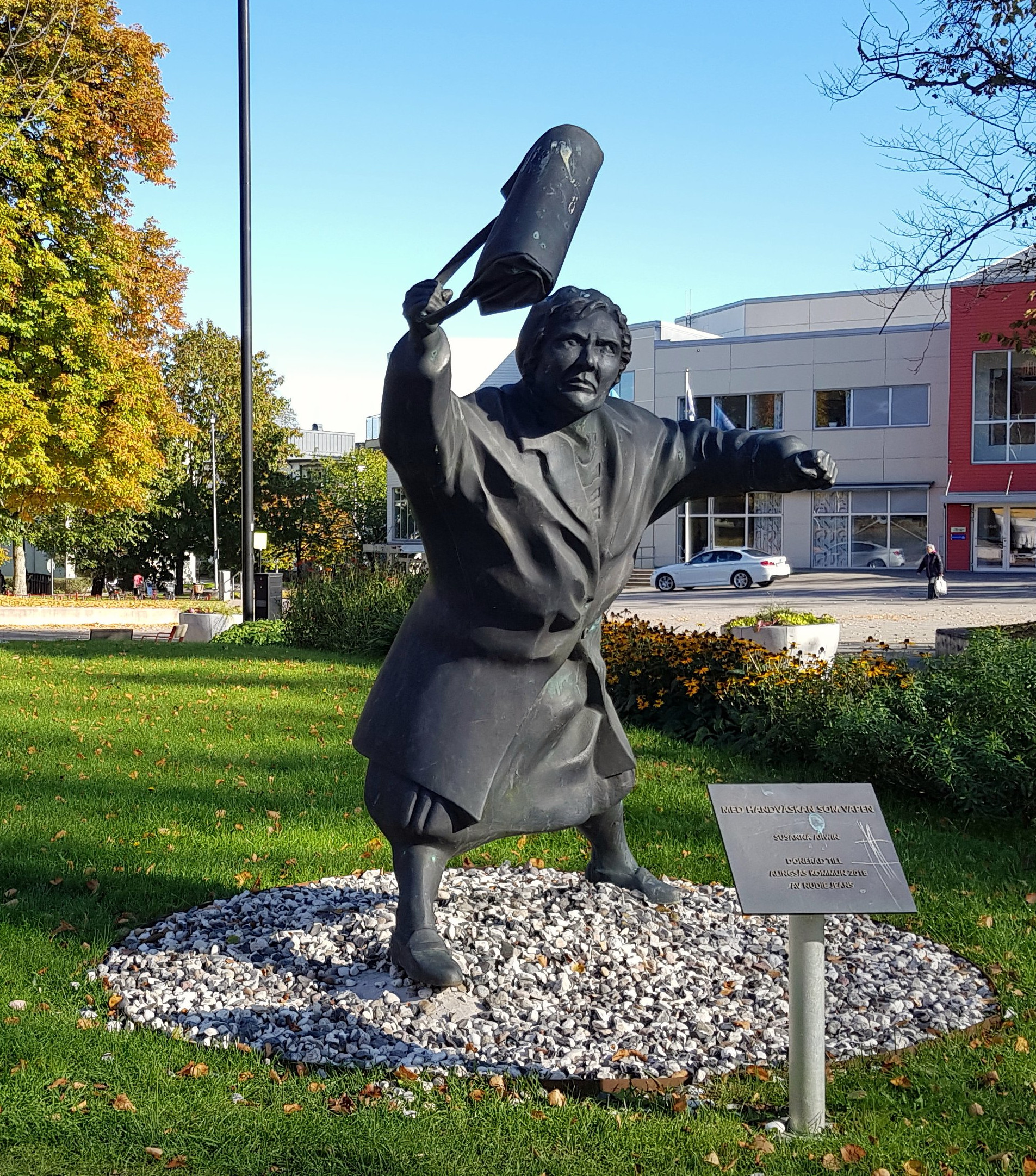
Estatua de Danuta Danielsson en Alingsås

En 2014, la escultora sueca Susanna Arwin talló una estatua en miniatura de Danielsson basada en la fotografía. Surgió una propuesta de erigir una versión a tamaño real de la estatua de Arwin en la ciudad de Växjö, pero el proyecto fue bloqueado por políticos locales del Partido del Centro, que consideraban que una estatua así podría promover la violencia.
Sin embargo, en abril de 2019, se inauguró finalmente la estatua dedicada a la señora Danielsson tras las manifestaciones populares a favor de la misma.